# 46P / ورتينن
46P / ورتينن هو مذنب صغير ذو فترة مدارية قصيرة 5.4 سنة. وكان هو الهدف الأصلي للاستقصاء من قبل المسبار روزيتا الفضائي، البعثة التي خططت لها وكالة الفضاء الأوروبية، ولكن عدم القدرة على تلبية نافذة الاطلاق أدى إلى تغيير مسار البعثة إلى المذنب تشوري بدلا من ذلك وهو ينتمي إلى عائلة المشتري من المذنبات، وكلها لها نفس ألأوج بين 5 و 6 وحدة فلكية. ويقدر قطره بنحو 1.2 كيلومترات (0.75 ميل).

## الإكتشاف
اكتشف 46P / ورتينن فوتوغرافيا يوم 17 يناير 1948، من قبل الفلكي الأمريكي كارل أ ورتينن. تم تعريض الوحة في 15 يناير خلال استطلاع ومسح نجمي للحركة الصحيحة من مرصد ليك ,استغرق الأمر أكثر من عام للتعرف على أن هذا الجرم مذنب فترة قصيرة. نظرا للعدد المحدود من الملاحظات الأولية، الحضيض الماضي للمذنب كان في 9 يوليو 2013 و الحضيض القادم سيكون عام 2018-شهر ديسمبر-يوم 12

## معرض صور

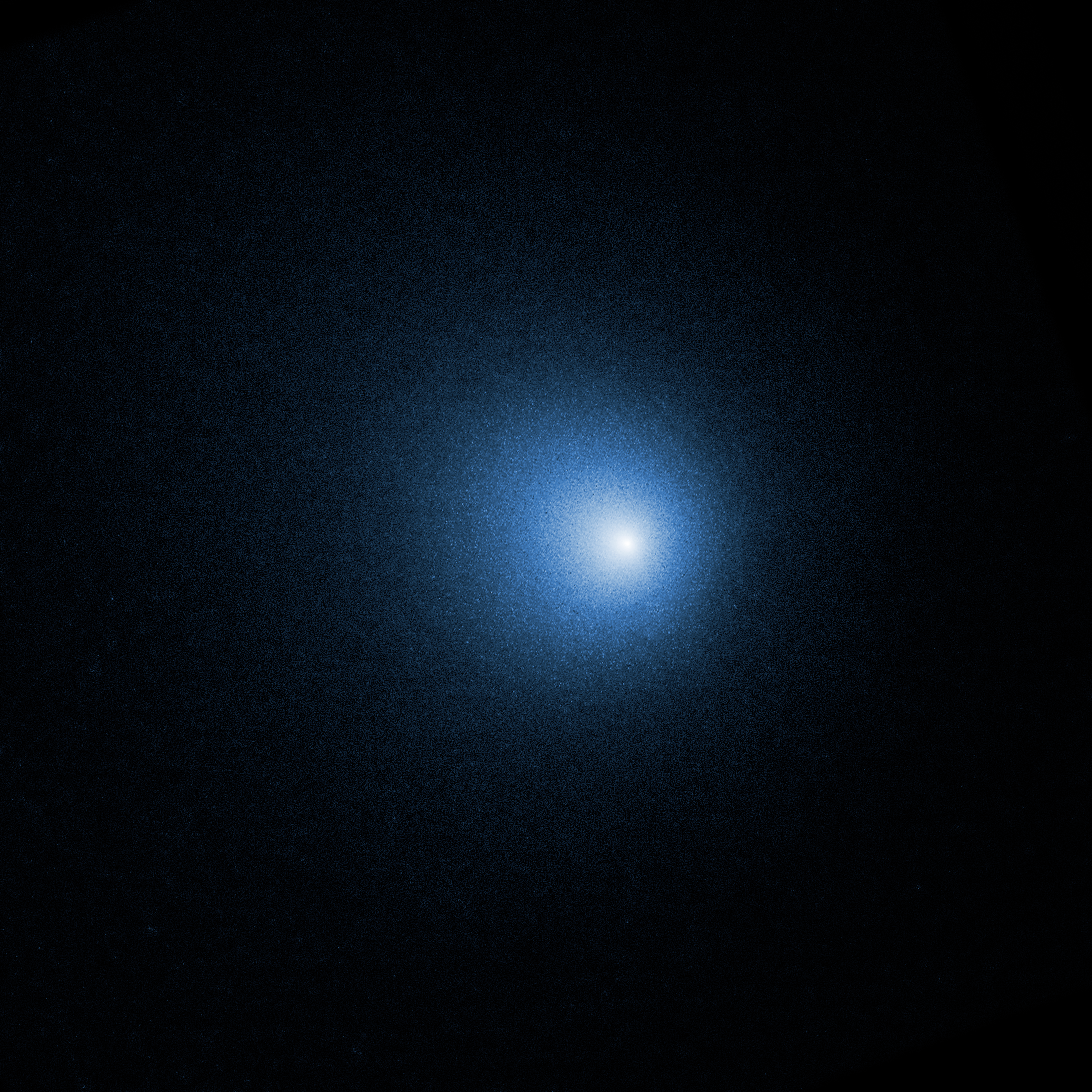
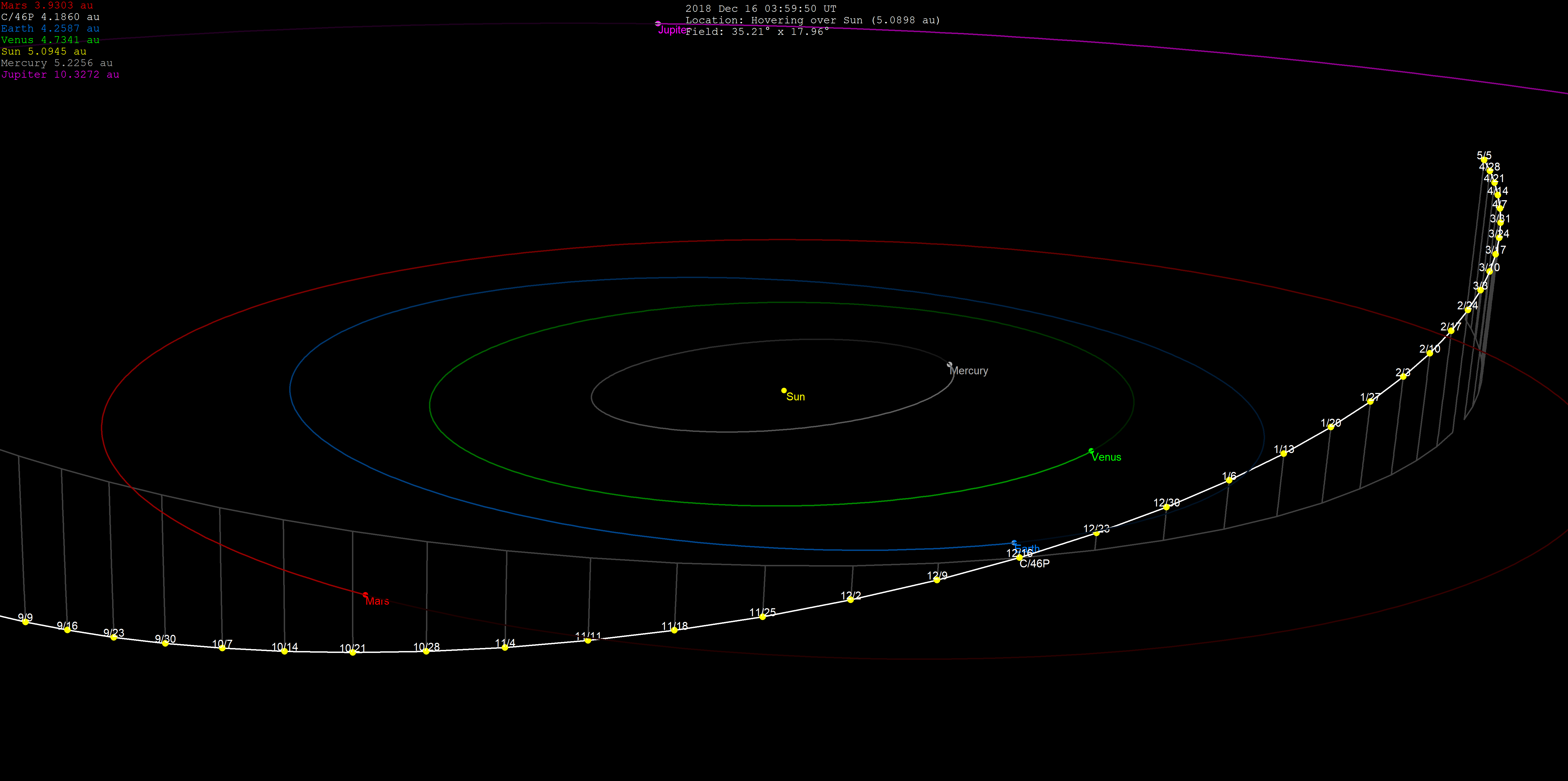
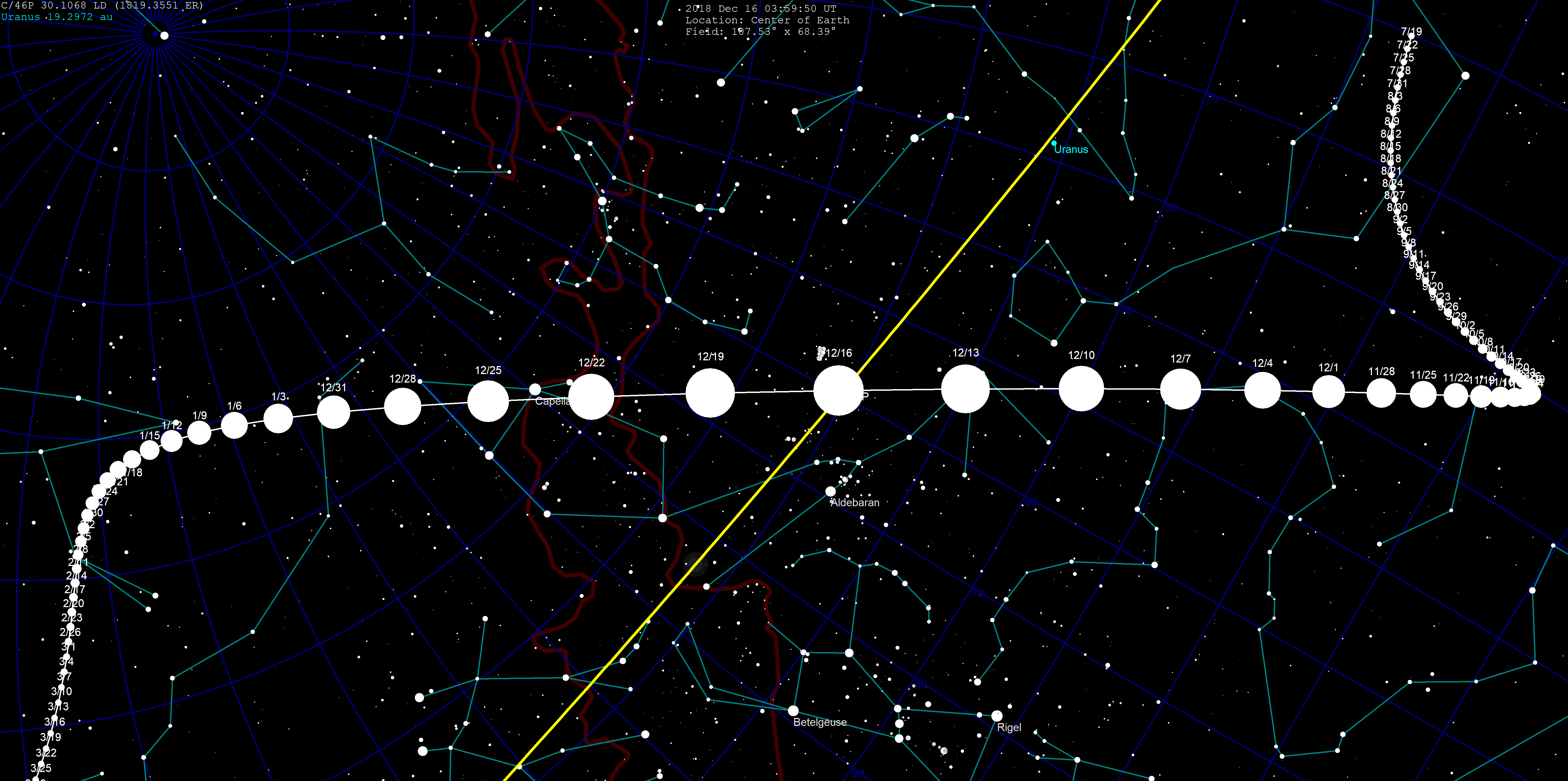